# Most kolejowy w Otmuchowie
Most kolejowy w Otmuchowie – most kolejowy nad Nysą Kłodzką w Otmuchowie, w województwie opolskim, w Polsce. Jest to czteroprzęsłowy most o długości 150 m. Został wybudowany w 1893 roku w ramach budowy linii kolejowej z Otmuchowa do Bernartic. Ruch kolejowy na odcinku linii przebiegającym przez most został wstrzymany w 1961 roku. W 2017 roku obiekt przejęła gmina Otmuchów, w planach jest adaptacja mostu na kładkę rowerową.
Most wybudowano w 1893 roku w ramach budowy linii kolejowej z Otmuchowa do Bernartic. Odcinek linii z Otmuchowa do Dziewiętlic uruchomiono 1 listopada 1893 roku, graniczny odcinek z Dziewiętlic do Bernartic został otwarty 2 lipca 1896 roku. Po zakończeniu II wojny światowej odcinek graniczny przestał być używany i linia z Otmuchowa kończyła się w Dziewiętlicach. W 1961 roku wstrzymano ruch na tej linii (w eksploatacji pozostawiono jedynie krótki odcinek ze stacji Otmuchów do cukrowni), a w kolejnych latach nieużywaną linię rozebrano. Most nad Nysą Kłodzką przetrwał jednak do początków XXI wieku. W 2017 roku most na własność przejęła gmina Otmuchów, która w planach ma jego adaptację na kładkę rowerową.
Jest to most czteroprzęsłowy, wykonany w stalowej, nitowanej konstrukcji kratowej. Jego długość wynosi 150 m. Największe z czterech przęseł mostu przerzucone jest nad korytem Nysy Kłodzkiej, pozostałe trzy znajdują się na terenie zalewowym. Potocznie most zwany jest „Mostem Cukrowniczym”.